# Gooland
Gooland is een buurtschap in de gemeente Pijnacker-Nootdorp in de Nederlandse provincie Zuid-Holland. De buurtschap is vrijwel grenzend gelegen aan de noordzijde van Nootdorp. Deze buurtschap is genoemd naar de Goo, een riviertje in Ypenburg. Gooland is in 1961 gebouwd aan de Veenweg. De wijk bevat 17 huizen en is via een brug te bereiken. De bewoners vormen samen een vereniging die de weg en de brug onderhouden.
Dorpen: Delfgauw · Nootdorp · Pijnacker

Buurtschappen: Gooland · Kalisbuurt · Katwijkerlaan · Klein-Delfgauw  · Noukoop · Oude Leede · Vlieland

Zuid-Holland: Steden en dorpen      Nederland: Provincies · Gemeenten